# M réso
Pour les articles homonymes, voir Réso.
M réso, anciennement M Tag, M TouGo et Pays Voironnais Mobilité est le nom commercial des transports en commun dans Grenoble Alpes Métropole, Communauté de communes Le Grésivaudan et la Communauté de communes du Pays Voironnais.
Ce réseau dessert 123 communes pour environ 655 000 habitants dans tout le territoire. Ce réseau appartient au SMMAG qui est l'autorité organisatrice du réseau.

## Histoire

### Avant M réso
Avant M réso, il existait 3 réseaux : M Tag pour l'agglomération grenobloise, M TouGo pour le Grésivaudan et Pays Voironnais Mobilité pour le Pays Voironnais. Ces 3 réseaux avaient rejoint le SMMAG, le nouveau SMTC dans l'Aire Urbaine Grenobloise.

## Le réseau
Le réseau existe depuis le 2 septembre 2024 à la suite d'une unification des réseaux M TAG et M TouGo et l'intégration de certaines lignes Cars Région Isère du secteur du Grésivaudan dans le réseau. Les lignes M TouGo et Cars Région passent en numérotation Chrono, Bus urbain, Bus Périurbain, Bus de Proximité et Sacado. En plus de cette unification, de nouvelles lignes sont créées dans le périmètre du SMMAG et une nouvelle catégorie de ligne nommée Destination Nature et Neige est créée et regroupe les lignes à vocation touristique.
Le 1er janvier 2025, le Pays Voironnais Mobilité adhère au SMMAG, ce dernier devenant l'administrateur du réseau.
Le 1er septembre 2025, le Pays Voironnais Mobilité disparaît et rejoint définitivement M Réso, avec une rémunération complète des lignes. Les lignes urbaines deviennent des Proximo, les lignes interurbaines des Flexo et les lignes scolaires des Sacado. De plus, certaines lignes Cara Région Isère rejoignent aussi M Réso.
Ce réseau, qui précède M Tag, M TouGo et Pays Voironnais mobilité permet de relier ces territoires sous une seule et même identité, avec une tarification commune.

## Les tarifs
La tarification du réseau distinguée par 3 zones : Métropole entière, intra-Grésivaudan et intra-Voironnais.
Les titres intra-Grésivaudan et intra-Voironnais ne permettent pas de voyager dans la métropole grenobloise.

## Intermodalité

### Cars Région Isère
Le réseau Cars Région est accessible aux personnes ayant un abonnement M réso dans la limite du périmètre de tarification.
Un ticket journée (chargée obligatoirement sur carte Oùra!) Cars Région Isère zone A permet de prendre le réseau M réso durant la journée.

### Mvélo+
Mvélo+ propose de louer des vélos à prix réduits pour les abonnés.

### TER Auvergne-Rhône-Alpes
Les lignes TER en Auvergne-Rhône-Alpes sont accessibles avec un abonnement M réso, un ticket par SMS ou un ticket sur l'appli M, seulement à l'intérieur du périmètre de la métropole.
Un abonnement combiné "TER + M réso" existe aussi, permettant de voyager sur un parcours choisi du TER et le réseau à un coût réduit.
| Ligne | depuis                 | Terminus zone Grenoble-Alpes Métropole                   | Gares desservies | Terminus zone Grenoble-Alpes Métropole          | vers                                |
| ----- | ---------------------- | -------------------------------------------------------- | --- | ----------------------------------------------- | ----------------------------------- |
| 2     | Valence                | Grenoble A B D C1 C5 C11 C12 C13 C14 84 86 - Cars Région | - | Grenoble-Universités-Gières B 23 24 59 69 88 90 | Annecy ou Genève                    |
| 61    | Saint-Marcellin        | Saint-Égrève 22 51 54 63 - P+R                           | Grenoble A B D C1 C5 C11 C12 C13 C14 84 86 - Cars Région Échirolles A - P+R                                         | Grenoble-Universités-Gières B 23 24 59 69 88 90 |                                     |
| 62-60 | St-André-le-Gaz, Rives | Grenoble A B D C1 C5 C11 C12 C13 C14 84 86 - Cars Région | Échirolles A - P+R                                                                                                  | Grenoble-Universités-Gières B 23 24 59 69 88 90 | Chambéry                            |
| 63    | -                      | Grenoble A B D C1 C5 C11 C12 C13 C14 84 86 - Cars Région | Pont-de-Claix C2 C13 25 - P+R - Cars Région Jarrie-Vizille C13 70 71 - Cars Région Saint-Georges-de-Commiers C14 73 | Vif C14 73                                      | Clelles-Mens, Veynes - Dévoluy, Gap |

### Pays Voironnais Mobilités
Depuis le 2 septembre 2024, les abonnés M réso peuvent voyager librement sur le réseau du Pays Voironnais Mobilités, en plus des lignes C11 C12 et C13 dans le secteur.
À la suite d'une délibération le 26 novembre 2024, le Pays Voironnais Mobilités délègue ces compétences de mobilités au SMMAG.

### Parking Relais
M réso possède 28 parkings-relais (dont 21 dans l'agglomération Grenobloise et 7 dans le Grésivaudan), à la gestion du SMMAG.
L'accès aux parkings-relais peut être libre. Cependant, certains sont accessibles avec une barrière. Cela nécessite d'avoir au préalable un titre de transport (avec un ticket ou rechargée sur la carte Oùra!).

## Exploitants et dépôts
| Exploitant                        | Dépôt               | Lignes                                       |
| --------------------------------- | ------------------- | -------------------------------------------- |
| M TAG                             | Eybens              | A C3 C4 C7 18                                |
| M TAG                             | Gières              | B C D E                                      |
| M TAG                             | Sassenage           | C1 C2 C5 C6 C8 16 19 20 22                   |
| Philibert Transport               | Grenoble            | 40                                           |
| Philibert Transport               | Domène              | C9 17 34 41 42 50 69 85                      |
| Philibert Transport               | Pontcharra          | 75                                           |
| Perraud Voyages                   | Pont-de-Claix       | C10 21 46 47 48 49 55 64                     |
| Perraud Voyages                   | Champ-sur-Drac      | 70                                           |
| Keolis Porte des Alpes            | Vif                 | 23 25 44 45 65 66 67 68 73                   |
| Keolis Porte des Alpes            | Voreppe             | C11 C12                                      |
| Keolis Porte des Alpes            | Goncelin            | 35                                           |
| VFD                               | Saint-Égrève        | C13 51 54 55 56 60 61 62 84 86 88 90 N93     |
| VFD                               | Crolles             | 15 24 80 82 84 90                            |
| Savoie Autocars Transports        | Montmélian          | 86                                           |
| Europe Autocars                   | Crêts-en-Belledonne | 92                                           |
| Groupement Perraud, Faure Vercors | Champ-sur-Drac      | C14                                          |
| Sans exploitant fixe              | —                   | 63 71 72 + certains services sur réservation |